# Шарм Сен Валбер
Шарм Сен Валбер (фр. Charmes-Saint-Valbert) насеље је и општина у источној Француској у региону Франш-Конте, у департману Горња Саона која припада префектури Везул.
По подацима из 2011. године у општини је живело 49 становника, а густина насељености је износила 9,8 становника/km². Општина се простире на површини од 5 km². Налази се на средњој надморској висини од 264 метара (максималној 380 m, а минималној 255 m).

## Демографија
| 1962. | 1968. | 1975. | 1982. | 1990. | 1999. | 2011. |
| ----- | ----- | ----- | ----- | ----- | ----- | ----- |
| 85    | 94    | 75    | 65    | 49    | 48    | 49    |

График промене броја становника у току последњих година